# 무카이야 미노루

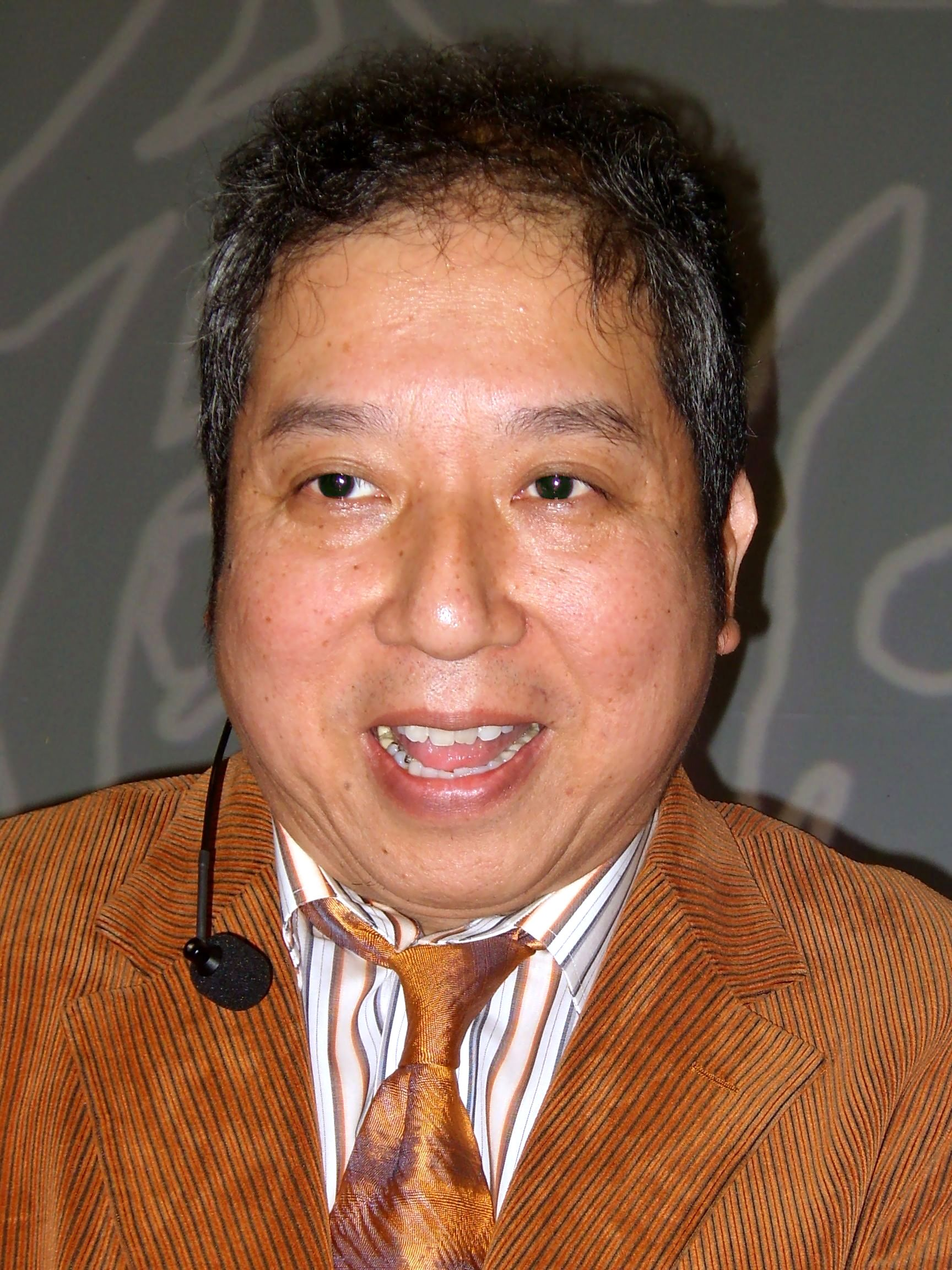
무카이야 미노루

무카이야 미노루(일본어: 向谷 実, 1956년 10월 20일~ )는 일본의 퓨전밴드 카시오페아의 전 키보디스트였으며, 철도게임 제작회사 음악관의 대표이사이다.

## 행적
1956년 도쿄에서 출생. 도쿄도립대 부속고등학교를 졸업하고 잠깐의 방황 생활을 하다가 음악에 뜻을 두고 네무 음악원에 진학하여 재학 중, 노로 잇세이와 함께 1977년 카시오페아를 결성하고 79년에 정식 데뷔하여 현재에 이르고 있다. 악기 메이커 Yamaha의 엔도서이다.
이와는 별도로 자신은 1985년 개인적 사업을 위해 도쿄도 세타가야구에 음악관이라는 회사를 설립하게 되는데 처음 목적은 음악기기 리스와 음향제작등을 주 업무로 하고 있었다. 무카이야 미노루는 자신이 하는 재즈음악 이외에도 철도와 전자기기에도 취미가 있었는데, 80년대부터 컴퓨터를 사용하기 시작, 84년에는 매킨토시 등 당시는 고가의 장비들을 개인적으로 사용하고 있어 80년대 말부터 90년대 초까지 그에게는 "최고 컴퓨터에 강한 뮤지션"(最もコンピュータに強いミュージシャン)이라는 별칭이 붙었다. 그는 컴퓨터를 음악활동을 중심으로 사용하다가 93년부터는 프로그램 제작에도 뛰어들어 자신의 밴드를 소재로 사용한 프로그램을 개발하기도 한다. 그리고 95년부터 자신의 꿈이었던 "열차 운전을 하는 체험게임"을 목표로 하여 본격적인 철도게임 시뮬레이터인 "Train Simulator"을 발표하였는데, 이런 매니아틱한 생각은 철도 동호인들의 공통적인 상상이기도 했기 때문에 많은 호응을 받으며 2001년까지 PC용으로 20여 개의 작품이 발매, 이후 플레이스테이션 2, 플레이스테이션 3 등으로 플랫폼을 옮겨가며 꾸준한 히트를 기록하고 있다. 최근에는 철도운영회사 및 박물관에 운전시뮬레이터 시스템을 개발하여 공급하고 있다.
무카이야 미노루는 온가쿠칸으로 인해 음악인보다는 철도동호인으로서의 유명세가 더 강해졌으며, 카시오페아 밴드가 활동을 중단한 이후부터는 철도에 관련한 TV프로그램에 자주 출연, 현재는 철도평론가인 "카와시마 료조"와 함께 MONDO21 TV의 "철도마니아 구락부(鉄道マニア倶楽部)에 출연하고 있으며, 또한 자신의 회사인 음악관을 통해서 자신의 취미인 철도를 이용한 여러 가지 행사나 사업을 전개하고 있다.
2012년 4월 20일 카시오페아의 활동재개 선언과 더불어 카시오페아를 탈퇴하게 되었다.

## 주요 작품(무카이야 미노루 개인)
- "Train Simulator"시리즈의 배경음악
- PC게임 삼국지 2, 삼국지 3, 전국무쌍 2, 전국무쌍 2 Empires의 배경음악 제작
- 게이한 전기 철도의 발차 멜로디 제작
- 규슈 신칸센열차의 차내 멜로디 제작